# 尖峰乡
尖峰乡，是中华人民共和国江西省抚州市广昌县下辖的一个乡镇级行政单位。

## 行政区划
尖峰乡下辖以下地区：
东营村、新建村、源头村、东山村、黄坊村、沙背村、观前村、小坑村、东坪村、营前村、包坊村和双湖村。